# کافه جهان
کافه جهان یک فرایند گفت‌وگوی ساختاریافته است که در آن، دانش به اشتراک گذاشته می‌شود. در کافه جهان مردم در گروه‌های مختلف دربارهٔ موضوعی دور چندین میز کوچک کافه مانند بحث می‌کنند. در این فرایند اطمینان حاصل می‌شود که همه فرصت صحبت و تبادل نظر را دارند. سوالات مورد بحث از ابتدا معلوم هستند اما نتایج یا راه حل‌ها از قبل تصمیم‌گیری نمی‌شوند و بر طبق نتایج گفت و گو به دست می‌آیند. این روش گفت و گو بر این اساس اتخاذ می‌شود که بحث جمعی می‌تواند تصورات مردم را تغییر دهد و کنش جمعی را تشویق کند. رویدادهای مبتنی بر کافه جهان باید حداقل دوازده شرکت کننده داشته باشند، اما حد بالایی برای آن وجود ندارد. به عنوان مثال، در اسرائیل در سال ۲۰۱۱، رویدادی به نام (1000Tables) در چندین شهر و در یک روز به عنوان بخشی از مجموعه اعتراضات عدالت اجتماعی برگزار شد و حدود هزار نفر در آن شرکت کردند.

## کافه دانش
کافه دانش که توسط دیوید گورتین توسعه داده شده است، نوعی جریان مباحثه است که هیچ موضوع یا سؤالی برای هر یک از بحث‌های گروهی کوچک ندارد، بحث توسط یک تسهیل‌کننده هدایت نمی‌شود، و هیچ خلاصه‌ای هم به عنوان بازخورد جمع‌آوری نمی‌شود.
کافه دانش یک فرایند مکالمه‌ای است که گروهی از افراد را گرد هم می‌آورد تا تجربیات خود را به اشتراک بگذارند، از یکدیگر بیاموزند، روابط جدید به وجود آورند و درک بهتری از دنیای پیچیدهٔ همیشه در حال تغییر به دست آورند. کافه دانش ساده اما انعطاف‌پذیر و محاوره ای است که تقریباً هر کسی می‌تواند آن را اجرا کند.
در این روش گفت و گو گروهی از افراد دور هم جمع می‌شوند و دربارهٔ موضوعات مورد علاقه شان گفتگو می‌کنند تا آن‌ها را بهتر درک کنند. هدف کافه دانش آشکارسازی دانش جمعی گروه، یادگیری از یکدیگر؛ به اشتراک گذاری ایده‌ها و بینش ها؛ به دست آوردن درک عمیق‌تر از یک موضوع و مسائل مربوطه و بررسی احتمالات است. همچنین می‌تواند برای کمک به ارتباط افراد، بهبود روابط بین فردی، بهبود اعتماد و تعامل استفاده شود. چیزی که در مورد کافه دانش در مقایسه با روش‌های مشابه متفاوت است این است که هیچ تلاشی برای تصمیم‌گیری یا رسیدن به اجماع به عنوان بخشی از خود کافه صورت نمی‌گیرد.

## نسخهٔ اصلاح شدهٔ کافه جهان
این روش در سال ۲۰۱۹ توسعه یافته است. دو دور گفت و گو اتفاق می‌افتد به طوری که مدت زمان آن‌ها، یکسان باشد و تعداد صندلی‌ها تغییر نکند. برای هر گروه هدفی به منظور فعالیت یا گفت و گو در نظر گرفته شده است. هر دور گفت و گو با ارائه عمومی به پایان می‌رسد. سپس ارائه ای تحت عنوان ارائه میانی انجام می‌شود که نتایج به دست آمده از دور اول گفت و گو را بیان می‌کند. سپس از همه اعضای هر گروه به جز یک نفر (که میزبان نامیده می‌شود) خواسته می‌شود که به یک میز جدید ملحق شوند و دور جدیدی از بحث را آغاز نمایند. دور دوم گفت و گو نیز با یک ارائه عمومی توسط هر گروه تمام می‌شود. سر انجام بعد از ارائهٔ پایانی که نتیجهٔ تمامی گفت و گوها را دربردارد، فرایند به پایان می‌رسد.